# Jan Křtitel Vladimír Franze
Jan Křtitel Vladimír Franze OPraem (* 22. Februar 1946 in Vyškov, Tschechoslowakei; † 29. November 2021) war ein tschechischer Ordenspriester und Abt des Stiftes Tepl.

## Leben
Franze wurde in Vyškov (deutsch Wischau), einer ehemaligen deutschen Sprachinsel in Mähren, geboren. In Prag am 21. Juni 1975 zum Priester geweiht, bekleidete er sodann verschiedene Pfarrstellen: Von 1978 bis 1985 war er Pfarrer in Konstantinovy Lázně, von 1987 bis 1990 Seelsorger in Manětín. Nach dem Ableben des Abtes Herman Josef Tyl und der interimistischen Leitung durch Administratoren wählte der Konvent von Tepl Franze 1993 zum Abt. Franze resignierte jedoch wenige Monate nach der Abtsbenediktion, worauf das Stift 18 Jahre, bis zur Abtwahl von Filip Zdeněk Lobkowicz am 8. Oktober 2011, wieder durch Administratoren verwaltet wurde.
Franze kehrte als Altabt in die Seelsorge zurück und wirkte bis zum 1. August 2000 an den Pfarrstellen in Teplá sowie Konstantinovy Lázně. Ab dem 1. Februar 2012 war er Kaplan im Heim St. Karl Borromäus (Domova sv. Karla Boromejského) der Borromäerinnen in Prag.